# Soins de suite et de réadaptation
 (novembre 2020).
Si vous disposez d'ouvrages ou d'articles de référence ou si vous connaissez des sites web de qualité traitant du thème abordé ici, merci de compléter l'article en donnant les références utiles à sa vérifiabilité et en les liant à la section « Notes et références ».
Les soins de suite et de réadaptation (SSR) désignent un dispositif de soins français, qui a pour objet de prévenir ou de réduire les conséquences fonctionnelles, physiques, cognitives, psychologiques ou sociales des déficiences et des limitations de capacité des patients et de promouvoir leur réadaptation et leur réinsertion. Les SSR ont 460 établissements sur le territoire français. Les SSR étaient appelés auparavant « moyen séjour ».
Ils concernent, en 2014, 1 800 établissements de santé sur le territoire français, avec une capacité de 100 000 lits et 10 000 places[réf. nécessaire]. On dénombre 1,4 million de séjours, qui représentent 37 millions de journées. 80 % de ces séjours sont en hospitalisation complète. Les séjours sont de 35 jours en moyenne.
Les patients ont un âge médian de 70 ans, avec 55 % de femmes et 40 % sont fortement (14 %) ou moyennement (24 %) dépendants.
20 % des patients sont là pour des motifs ostéo-articulaires, 15 % pour des traumatismes ou empoisonnements, 12 % pour des problèmes cardio-vasculaires et 12 % pour des problèmes du système nerveux.

## Prises en charge spécialisées
En plus de leurs soins polyvalents, les SSR assurent 9 prises en charge spécialisées dans les affections :
- de l’appareil locomoteur ;
- du système nerveux ;
- cardio-vasculaires ;
- respiratoires ;
- onco-hématologiques ;
- des brûlés ;
- liées à des conduites addictives ;
- des systèmes digestif, métabolique et endocrinien ;
- des personnes âgées  polypathologiques, dépendantes ou à risque de dépendance.  Mais les SSR peuvent également s’orienter vers la prise en charge des états végétatifs chroniques (EVC) ou assurer des soins palliatifs.